# 崔洪 (唐朝)
崔洪（9世纪—？），唐朝末年奉国军节度使。乾宁四年（897年）五月，加同平章事。清口之战后，崔洪与山南东道节度使赵匡凝、河东节度使李克用、淮南节度使杨行密相约合兵攻宣武军节度使朱全忠。光化元年（898年）十一月，朱全忠因崔洪与杨行密交通，遣其将张存敬攻之。崔洪惧怕，求援于杨行密。朱全忠派亲将陈俊、王绅进入正在攻打山南东道的氏叔琮的军队，崔洪强留他们，王绅逃回。崔洪和杨行密想迎战朱全忠养子汝州刺史朱友恭，不能取胜。河东军宾客伊超出使淮南回来路过蔡州，崔洪也扣留他，连陈俊一起送还朱全忠，向朱全忠请求以弟（一作兄）都指挥使崔贤为人质，且称将士顽悍，不受节制，请派二千人随宣武军征伐。朱全忠准许，召回张存敬。
光化二年（899年）正月，朱全忠改以崔洪的儿子留在汴州为人质，遣崔贤回蔡州，征召二千（一作三千）蔡州军来治所汴州。蔡州军将要出发，大将崔景思不悦。二月，崔景思等杀崔贤，劫持崔洪，驱赶兵民到申州，渡淮投靠杨行密，麾鼓绵延百余里。武昌军节度使杜洪截击，没有赶上。蔡州兵民逐渐逃回，到淮南治所广陵的不满二千人。朱全忠攻克蔡州，命长子许州刺史朱友裕守蔡州。